# Septembre 1945
Les événements concernant la Seconde Guerre mondiale sont détaillés dans l'article Septembre 1945 (Seconde Guerre mondiale).

## Événements
- Un Focke-Achgelis Fa 223 Drache est le premier hélicoptère à traverser la Manche, il est piloté par son ancien équipage de la Luftwaffe.

- 2 septembre : 
  - Arrêt de l’accord prêt-bail entre le Royaume-Uni les États-Unis.
  - Fin de la conférence de Paris sur Tanger. Le communiqué final exige l'évacuation par l'Espagne de la zone de Tanger et établit un régime provisoire.
  - L’empereur du Japon reconnaît officiellement la défaite, en signant avec le général Douglas MacArthur sur le cuirassé américain Missouri le document de sa capitulation sans condition. Cet acte met fin au dernier conflit en cours de la Seconde Guerre mondiale et entérine l'occupation du Japon par les États-Unis.
    - Le gouvernement japonais reste en place à condition d’exécuter les instructions des vainqueurs : démilitarisation de la société, dissolution des zaibatsu (trusts enrichis par l’industrie de guerre), abolition de la police contrôlant l’opinion publique, réforme agraire, loi sur les unions ouvrières.

  - Hô Chi Minh proclame la République démocratique du Viêt Nam à Hanoi[1]. Le Japon évacue l’Indochine.
  - La Malaisie repasse sous contrôle britannique.
  - Communistes et nationalistes se retrouvent face à face en Chine. Mao Zedong domine le Nord, pénètre en Mandchourie occupée par les soviétiques. Tchang Kaï-chek regagne Nankin et récupère la plupart des grandes villes.

- 3 septembre : application de la réforme agraire déjà engagée en Saxe dans la zone d’occupation soviétique : les propriétés de plus de 100 ha sont expropriées.

- 5 septembre :
  - Canada : Igor Gouzenko quitte l'ambassade soviétique et y dénonce un réseau d'espionnage.
  - États généraux de la Colonisation réunis à Douala, réaffirmant l’attachement des colons aux formes les plus rétrogrades de la colonisation[2] :.

- 6 septembre : Yo Unhyŏng proclame la République populaire en Corée occupée par les États-Unis.

- 7 septembre (Corée) : les États-Unis, par leur représentant le général Hodge, dissolvent les Comités de libération nationale et déclarent la république populaire du 6 illégale. Ils soutiennent le nationaliste Syngman Rhee.

- 10 septembre : le parti communiste de Corée (fondé en 1925) installe ses bureaux en Corée occupée par l'Union soviétique.
  - La Corée du Nord fonctionne à partir de 1945 sur un schéma stalinien : l’économie est totalement socialisée et les habitants doivent vouer un culte de la personnalité au leader communiste Kim Il-sung.

- 20 septembre : le comité du Congrès pan-indien, réuni sous la direction du Mahatma Gandhi et du Pandit Nehru, rejette les propositions britanniques d'autonomie interne et demande au Royaume-Uni de quitter l'Inde.

- 21 septembre : arrêt de la production de la Jeep.

- 22 septembre : l'URSS et la Hongrie signent un accord économique.

- 24 - 26 septembre : grèves à Douala. Des émeutes nationalistes éclatent dans la partie française du Cameroun et sont réprimées dans le sang.

## Naissances
- 1er septembre : Agustín Balbuena, footballeur argentin († 9 mars 2021).
- 2 septembre : Catherine Lachens, actrice française († 27 septembre 2023).
- 4 septembre : « Nimeño I » (Alain Montcouquiol dit), torero français.
- 5 septembre : Abdellatif M’rah, réalisateur et producteur algérien († 10 janvier 2022).

- 8 septembre : Vinko Puljic , cardinal bosniaque.
- 9 septembre : Doug Ingle, chanteur américain († 25 mai 2024).
- 11 septembre : 
  - Gianluigi Gelmetti, chef d'orchestre et compositeur italien († 11 août 2021).
  - Franz Beckenbauer, footballeur (légende du football allemand et ballon d’or) († 7 janvier 2024).
- 12 septembre : Milo Manara , dessinateur et scénariste de BD italien.
- 13 septembre : Noël Godin dit Le Gloupier, agitateur anarco-humoristique belge.
- 14 septembre :
  - Jean-Claude Daunat, coureur cycliste français et industriel de l'alimentation sandwichière. († 26 décembre 1999).
  - Pierre Encrenaz, astronome français.
  - Bernard Kleindienst, auteur-réalisateur de films documentaires français († 18 février 2018).
  - Guy-Olivier Segond, homme politique suisse († 12 novembre 2020).
  - Wolfgang Seguin, footballeur est-allemand.
  - Annamária Tóth, ancienne athlète hongroise spécialiste du pentathlon.
  - Jerzy Zelnik, acteur de théâtre, de cinéma et de télévision polonais.
- 17 septembre :
  - David Emerson , homme politique canadien.
  - Phil Jackson , joueur puis entraîneur de basket-ball.
- 18 septembre : Roger Kindt , coureur cycliste belge († 3 avril 1992).
- 21 septembre : 
  - Bjarni Tryggvason , spationaute canadien d'origine islandaise.
  - David Michel , artiste ventriloque français.
- 24 septembre : 
  - David Drake, auteur américain de romans de fantasy et de science-fiction († 10 décembre 2023).
  - Lou Dobbs, animateur de télévision et éditorialiste américain († 18 juillet 2024).
- 25 septembre : Dee Dee Warwick (Delia Mae Warrick dite), chanteuse de musique soul américaine († 18 octobre 2008).
- 26 septembre : 
  - Bryan Ferry , auteur-compositeur-interprète britannique , cofondateur de Roxy Music.
  - Gal Costa, Chanteuse brésilienne († 9 novembre 2022).
  - Flo Fox, photographe de rue américaine († 2 mars 2025).
- 28 septembre : Marielle Goitschel , skieuse française.

## Décès
- 15 septembre : Anton von Webern, compositeur autrichien.
- 26 septembre : Béla Bartók, compositeur hongrois.